# Quando le montagne cantano
 Quando le montagne cantano  (Titolo originale in inglese: The mountains sing) è un romanzo della scrittrice vietnamita Nguyễn Phan Quế Mai pubblicato nel 2020 e uscito in Italia a gennaio 2021 con Editrice Nord.
L'autrice nasce in Vietnam nel 1973, è giornalista, poetessa e scrittrice; vive a Giacarta con il marito e i figli. Questo è il suo romanzo d'esordio.

## Titolo
Il titolo originariamente The mountains sing è il significato letterale della parola vietnamita sơn ca, allodola orientale, che significa appunto "le montagne cantano". 
Il sơn ca fa riferimento all'uccellino intagliato nel legno dal padre di Hương, che la ragazza riceve dallo zio Đạt. Infatti, suo padre durante la guerra incontra Đạt e gli affida quel dono per sua figlia; sotto all'uccellino c'è scritto "Figlia mia, tu sei il sangue che mi fa battere il cuore". Suo zio le racconta che quando il sơn ca canta, anche le montagne sembrano cantare.

## Struttura
Il libro, ambientato in Vietnam, è suddiviso in più capitoli collocati in diverse epoche storiche.
La prima si concentra tra il 1972 e il 2017, in cui la voce narrante è rappresentata dalla giovane Hương che, insieme la nonna Diệu Lan, affronta il periodo di guerra e dopoguerra tra Vietnam e Stati Uniti. Nel secondo capitolo, invece, le vicende si svolgono tra il 1930 e il 1965 e la narratrice è Diệu Lan che racconta la sua infanzia alla nipote Hương.

## Trama
Il romanzo si apre nel 2012, con Hương che accende un cero per la defunta nonna.
Dal capitolo successivo si torna indietro negli anni durante il periodo di guerra tra Vietnam e Stati Uniti, tra il 1972 e il 1973. Hà Nội è stata fortemente colpita dai bombardamenti e, di conseguenza, viene dato l'ordine di evacuare la città; Diệu Lan, nonna di Hương, ha il compito di portare le famiglie a Hòa Bình, un villaggio a 41 km di distanza da Hà Nội in cui si muovono a piedi. In questa occasione vengono ospitate dai signori Tùng, due vecchi contadini. 
Verso metà dicembre, dopo l'abbattimento di numerosi aerei americani, fanno ritorno a Hà Nội e trovano la città devastata e la loro casa distrutta. Costruiscono, così, una capanna per dormire, fatta di lamiere e teli di plastica.
Nonna Diệu Lan racconta a Hương della sua infanzia; le parla del fatto che il veggente del suo villaggio, il signor Túc, le predisse che avrebbe vissuto nella ricchezza per poi perdere tutto e mendicare in una lontana città. La paura di quel terribile futuro viene dimenticata: Diệu Lan si sposa con un insegnante chiamato Hùng, da cui ebbe sei figli: Minh, Ngọc (madre di Hương), Đạt, Thuận, Hạnh e Sáng.
Nell'inverno del 1942 lei, suo fratello Công e il padre si recano a Hà Nội per affari; durante il tragitto il loro carro viene fermato da alcuni soldati giapponesi che uccidono il padre decapitandolo.
1973-1975: Per riuscire a guadagnare di più, Diệu Lan lascia il lavoro d'insegnante e va a lavorare nel mercato nero come commerciante. Dopo aver messo da parte un po' di soldi lei e Hương decidono di costruirsi una casa di mattoni.
Nel marzo del 1975 torna Ngọc, madre di Hương. La figlia scopre che la madre è stata violentata e ha abortito durante la guerra.
Durante la carestia del 1945 la madre di Diệu Lan viene uccisa da Spirito Malvagio, colui che riscuoteva le tasse. Nel 1955 Hùng, marito di Diệu Lan, muore avvelenato a causa di conflitti politici con i Viet Minh. Nello stesso anno, durante la riforma agraria, le terre della famiglia Trần vengono occupate, Công e Minh finiscono per essere catturati. Quest'ultimo riesce a scappare, mentre Công viene ucciso. Diệu Lan insieme agli altri figli fugge verso Hà Nội, senza sapere dove fosse Minh. Lungo il viaggio è costretta ad affidare i propri figli a degli sconosciuti, escluso il piccolo Sáng, con la promessa di tornare a prenderli quando avrà trovato una casa nella capitale.
Nel dicembre del 1955, dopo 2 mesi di viaggio, Diệu Lan e Sáng arrivano a Hà Nội. Vanno a cercare il maestro Thịnh scoprendo che è morto, ma trovano dei suoi parenti che offrono un lavoro a Diệu Lan come domestica. Nel frattempo, Diệu Lan incontra il maestro Văn che tiene un corso di autodifesa a cui prende parte. I parenti del maestro Thịnh chiedono a Diệu Lan di lasciare il lavoro dandole dei soldi con cui riesce a prendersi una casa. Nel marzo del 1956 torna a prendere i figli insieme a Sáng portandoli nella nuova casa a Hà Nội.
Nel giugno del 1979 Hương, sua nonna, sua mamma e suo zio Đạt vanno a Nha Trang dopo aver ricevuto una lettera dallo zio Minh, di cui non avevano notizie dal 1955. Quest'ultimo sta morendo per un cancro ma, nelle sue ultime ore di vita, racconta di come fosse fuggito durante la riforma agraria, si fosse sposato, avesse avuto dei figli e si fosse unito alla guerra, combattendo contro i suoi stessi fratelli. 
Nel 1980 Hương va a trovare la famiglia del suo futuro marito Tâm, scopre però che il nonno di quest'ultimo è Spirito Malvagio, colui che uccise la madre di Diệu Lan. Dopo alcuni mesi capisce che Tâm non è responsabile di quello che successe in passato e così i due si sposano e col tempo ebbero dei figli.
Il libro si chiude nel 2017 nella provincia di Nghệ An con Hương, Tâm e i loro figli che accendono degli incensi per Diệu Lan sulla sua tomba.

## Personaggi
HươngUna delle voci narranti e coprotagonista del libro. Dalla nonna viene soprannominata "Guava", poiché secondo le loro credenze, sarebbe stata rapita dagli spiriti malvagi se avessero sentito il suo vero nome, il quale significa "fragranza". Ama leggere i libri che le porta sua nonna, tra cui molti romanzi europei e americani.
Diệu LanAltra voce narrante, oltre che coprotagonista. Nasce nella ricca provincia di Nghe An, vive l'invasione giapponese del 1940, la carestia vietnamita del 1945, l'occupazione francese del 1946 - 1954 e la riforma agraria che dura fino al 1960. Ha sei figli insieme al marito Hùng. Fa l'insegnante a Hà Nội per poi diventare una commerciante.
MinhPrimogenito di Diệu Lan e Hùng, nato nel 1938, zio di Hương.
NgọcMadre di Hương; è una medica che, durante la guerra, parte come volontaria nel Vietnam del sud alla ricerca del marito che da 4 anni non manda più sue notizie. Seconda figlia di Diệu Lan e Hùng, nasce nel 1940.
ĐạtTerzo figlio di Diệu Lan e Hùng, nato nel 1941, dopo Minh e Ngọc, zio di Hương. In guerra perde entrambe le gambe.
ThuậnQuarto figlio di Diệu Lan e Hùng e zio di Hương, nasce nel 1947; prende parte alla guerra e muore in un'imboscata.
HạnhQuinta figlia di Diệu Lan e Hùng, nasce nel 1948. Vive nella provincia di Thanh Hóa insieme al marito Tuần e ai figli. Insegna in una scuola elementare.
SángSesto e ultimo figlio di Diệu Lan e Hùng, zio di Hương, nasce nel 1954.
HùngMarito di Diệu Lan e nonno di Hương.
CôngFratello di Diệu Lan, 2 anni più grande. Sposa la figlia del capo del villaggio, Trinh.
Famiglia TrầnRicca famiglia contadina della provincia di Nghe An, protagonista di questo romanzo.
TúSopravvissuta a un incendio che le porta via il marito e i figli. Viene curata dalla famiglia Trần, per cui poi decide di lavorare come tata.
Maestro ThịnhInsegnante di Diệu Lan e di suo fratello Công, vive insieme a loro in casa Trần. Viene dalla capitale Hà Nội ed è figlio di argentieri.
HoàngPadre di Hương e marito di Ngọc. Non fa ritorno dalla guerra.
Signori TùngAbitanti di Hòa Bình, ospitano Hương e Diệu Lan durante il periodo in cui sono costrette a scappare da Hà Nội a causa dei bombardamenti.
Signor TúcVeggente del villaggio di Diệu Lan.
Spirito MalvagioSoprannominato così colui che aveva il compito di riscuotere le tasse per i francesi durante l'infanzia di Diệu Lan.
TâmCompagno di classe di Hương, che poi diventa suo marito.
Maestro VănDottore e insegnante di autodifesa a Hà Nội.

## Critica
Il romanzo è stato accolto positivamente da diverse riviste americane, tra cui Publishers Weekly, The New York Times e Library Journal. In Italia da La Stampa.
Gaiutra Bahadur, in un articolo su il New York Times, lo descrive come un libro avvincente e commovente.
In Asian Review of Books, Jane Wallace lo presenta come una fresca ed edificante prospettiva sulla guerra americana-vietnamita.
Thúy Đinh, su National Public Radio, lo definisce come una narrazione familiare luminosa e complessa.
Su Library Journal, Shirley Quan definisce lo stile della scrittrice Nguyen Phan Que Mai lussureggiante, accattivante e capace di trasportare i lettori in un mondo lontano.
Su The Paris Review Christian Kiefer definisce il libro come una bellissima evocazione di un mondo perduto.

## Riconoscimenti e Premi
The Washington Post ha classificato Quando le montagne cantano tra i 10 libri da leggere a marzo 2020.

### Premi
| Premio                                                                      | Risultato            | Nota   |
| --------------------------------------------------------------------------- | -------------------- | ------ |
| BookBrowse Debut Award 2020                                                 | primo classificato   | [ 12 ] |
| Lannan Literary Award Fellowship 2020                                       | primo classificato   | [ 13 ] |
| PEN Oakland/Josephine Miles Literary Award 2021                             | primo classificato   | [ 14 ] |
| Dayton Literary Peace Prize 2021 per la narrativa                           | secondo classificato | [ 15 ] |
| International Book Awards 2021 per la narrativa letteraria e multiculturale | primo classificato   | [ 16 ] |
| NB Blogger's Book Prize 2021                                                | primo classificato   | [ 17 ] |

## Edizioni
- (EN) Nguyễn Phan Quế Mai, The Mountains sing, edizione U.S., Algonquin Books, marzo 2020, ISBN 9781616208189.[18][19]
- (EN) Nguyễn Phan Quế Mai, The Mountains sing, edizione UK, Oneworld Publications, agosto 2020, ISBN 9781786079220.[20][21]
- (NL) Nguyễn Phan Quế Mai, De bergen zingen, traduzione di Mary Bresser, Signatuur, agosto 2020, ISBN 9789056726720.[22][23]
- Nguyễn Phan Quế Mai, Quando le montagne cantano, traduzione di Francesca Toticchi, Editrice Nord, gennaio 2021, ISBN 9788842933526.[1][24]
- (SV) Nguyễn Phan Quế Mai, När bergen sjunger, traduzione di Annika Sundberg, Historiska Media, marzo 2021, ISBN 9789177899020.[25][26]
- (EN) Nguyễn Phan Quế Mai, The Mountains Sing, edizione U.S., Algonquin Books, marzo 2021, ISBN 9781643751351.[27][28]
- (ES) Nguyễn Phan Quế Mai, El canto de las montañas, traduzione di Carmen Francí Ventosa, Alianza Editorial, aprile 2021, ISBN 978-84-1362-221-7.[29][30]
- (HR) Nguyễn Phan Quế Mai, Planine pjevaju, traduzione di Perina Kulić, Hena com, aprile 2021, ISBN 978-953-259-353-2.[31][32]
- (EN) Nguyễn Phan Quế Mai, The Mountains Sing, edizione UK, Oneworld Publications, luglio 2021, ISBN 9780861540136.[21]
- (DE) Nguyễn Phan Quế Mai, Der Gesang der Berge, traduzione di Claudia Feldmann, Insel Verlag, ottobre 2021, ISBN 978-3-458-17940-5.[33][34]
- (TR) Nguyễn Phan Quế Mai, Dağların Ezgisi, traduzione di Filiz Çakır, Arkadya Yayınları, 2022, ISBN 978-6254431043.[35]
- (SR) Nguyễn Phan Quế Mai, Planine pevaju, traduzione di Boban Jakovljević, Stela knjige, 2022, ISBN 9788660359911.[36]
- (FR) Nguyễn Phan Quế Mai, Pour que chantent les montagnes, traduzione di Sarah Tardy, Editions Charleston, agosto 2022, ISBN 978-2368128503.[37]
- (FI) Nguyễn Phan Quế Mai, Vuorten laulu, traduzione di Elina Salonen, Sitruuna Kustannus, settembre 2022, ISBN 9789527471357.[38]
- (DE) Nguyễn Phan Quế Mai, Der Gesang der Berge, traduzione di Claudia Feldmann, Insel Verlag, febbraio 2023, ISBN 978-3-458-68260-8.[39]